# Портильо, Франсиско
Франси́ско Порти́льо Соле́р (исп. Francisco Portillo Soler; род. 13 июня 1990, Малага, Испания) — испанский футболист, полузащитник.

## Клубная карьера
Родившись в Малаге, Портильо с детства был отдан в футбольную академию одноименного клуба. После окончания академии Франсиско начал выступать за резервную команду андалузского клуба «Атлетико Малагеньо». Впервые он появился в составе первой команды перед началом сезона 2009 года на товарищеском турнире Кубок Мира, где стал лучшим игроком матча против будущего обладателя трофея бирмингемской «Астон Виллы».
Дебют Портильо в Ла Лиге состоялся 24 января 2010 года в матче против мадридского «Реала», в котором Франсиско заменил Патрика Мтилигу во втором тайме поединка.
10 августа 2010 года Портильо продлил контракт с «Малагой» до июня 2013 года.
Летом 2010 года клуб провёл масштабную трансферную компанию. В команду пришёл Хоакин, выступающий на той же позиции, что и Франсиско. Поэтому тренер «анчоусов» Мануэль Пеллегрини временно отправил Портильо в резервную команду. Его первое появление в основе в новом сезоне состоялось только 9 апреля 2012 года в домашнем матче против «Расинга».
Массовый исход футболистов из клуба в связи с финансовыми трудностями предоставил шанс Портильо закрепиться в основном составе. Сезон 2012/13 он начал как игрок основы, приняв участие в первых матчах команды против «Сельты» и «Мальорки», а также дебютировал на международной арене в квалификационном раунде плей-офф Лиги Чемпионов УЕФА против греческого «Панатинаикоса».
15 сентября 2012 года в матче против «Леванте» Портильо забил свой первый гол за «Малагу» и помог своей команде победить 3:1. 24 ноября в матче против «Валенсии» Портильо забил гол и помог своей команде одержать крупную победу 4:0.
В начале 2015 года Франсиско на правах аренды перешёл в «Бетис». 18 января в матче против хихонского «Спортинга» он дебютировал в Сегунде. По итогам сезона Франссико помог клубу выйти в элиту. По окончании аренды «Бетис» выкупил у «Малаги» права на Портильо. 23 августа в матче против «Вильярреала» он дебютировал в «Бетис» на высшем уровне. Летом 2016 года Портильо на правах аренды перешёл в «Хетафе». В матче против «Кадиса» он дебютировал за новую команду. 10 декабря в поединке против «Эльче» Франсиско забил свой первый гол за «Хетафе». По окончании аренды клуб выкупил трансфер Портильо у «Бетиса» за 1,5 млн. евро.